# Гольштайн Кіль
КСА «Гольштайн» (нім. Kieler Sportvereinigung Holstein von 1900 e. V.) — німецький футбольний клуб з Кіля, заснований у 1900 році. Виступає в Другій Бундеслізі.В
сезоні 2023/2024 вперше у своїй історії вийшли до Бундесліги.Домашні матчі приймає на стадіоні «Гольштайн-Штадіон», місткістю 15 034 глядачів.

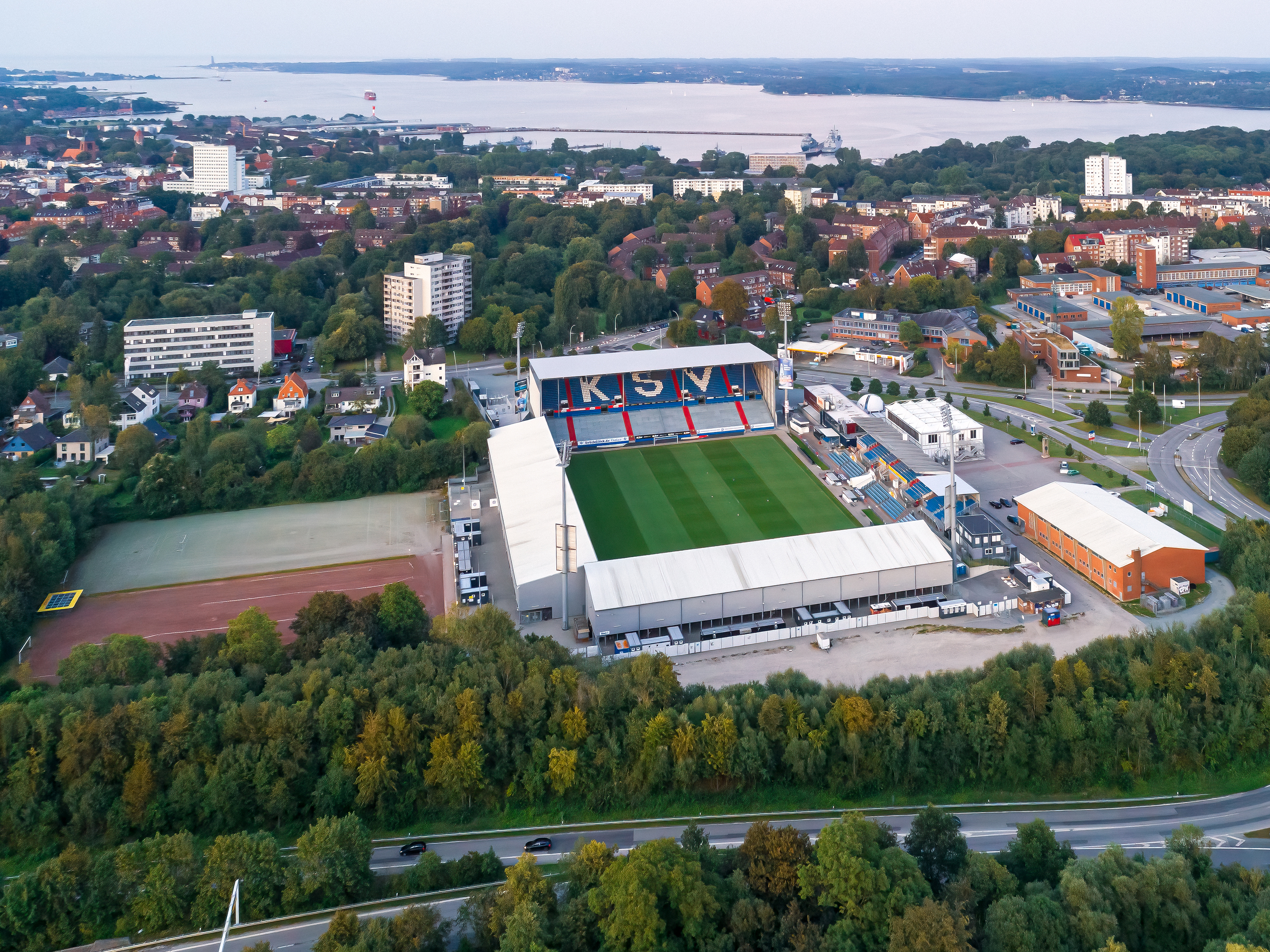
Гольштайн-Штадіон

## Історія

### До Другої світової війни
«Гольштайн» є результатом злиття команд Kieler Fußball-Verein von 1900 та Kieler Fußball-Club Holstein. Першим був заснований Kieler Fussball-Verein (пізніше 1. KFV) — 7 жовтня 1900 з членів гімнастичного клубу Kieler Mannerturnvereins von 1844. Клуб був не дуже успішним і пізніше зосередився на легкій атлетиці.
Kieler Fußball-Club Holstein була створена 4 травня 1902 року і була перейменована на Fußball-Verein Holstein von 1902 (FV Holstein Kiel) в 1908 році. Клуб швидко став конкурентоспроможним і в 1910 році він досяг фіналу чемпіонату Німеччини, де програв 0:1 у додатковий час «Фенікс» (Карлсруе). У 1912 році «Гольштайн» виграв німецький чемпіонат, здобувши у півфіналі перемогу над торішнім чемпіоном Вікторією 89 з рахунком 2:1, у фіналі був обіграний «Фенікс» — 1:0. У 1914 році клуб перейменований після відкриття секцій хокею та легкої атлетики, ставши Sportverein Holstein von 1902.
7 червня 1917 року, 1. Kieler Fussball Verein von 1900 і Sportverein Holstein von 1902, серйозно ослаблені Першою світовою війною, об'єдналися в єдиний клуб, який існує досі. Як прийнято в Німеччині, датою заснування клубу було взято дату утворення найстарішого, а взявши стадіон, форму, кольори, логотип та назву «Гольштайн» у S.V. Holstein. Протягом 1920-х років клуб продовжував регулярно виступати у плей-оф національної першості та досяг у 1926 році півфіналу, де програв 1:3 «Гройтер Фюрт». 1930 року «Гольштайн» дійшов до фіналу, де програв із рахунком 4:5 «Герті». Наступного року вони дійшли до півфіналу, де знову зазнали поразки — цього разу 0:2 від «Мюнхен 1860».
У 1942 році Гауліга Нордмарк була розбита на Гаулігу Гамбург та Гаулігу Шлезвіг-Гольштейн. Не маючи більше у суперниках такі сильні команди як «Гамбург», «Гольштайн» одразу ж завоював титул чемпіона та відстоював його протягом наступних двох сезонів, поки наприкінці Другої світової війни чемпіонат не призупинено. Ці досягнення дозволили клубу виступати у національному плей-оф. Вони зробили все можливе у 1943 році, коли пройшли до півфіналу, перш ніж поступитися там майбутньому чемпіону — «Дрезднер». Команда посіла третє місце, перемігши «Ферст Вієнна».

### Повоєнний період
Після закінчення війни, «Гольштайн» вже не досягав таких успіхів. Після війни у західній половині країни було створено п'ять основних регіональних ліг. «Гольштайн» грав з 1947 по 1963 в Оберлізі Північ і двічі займав друге місце (1953, 1957). 1961 року дублери виграли німецький аматорський чемпіонат. Після формування у 1963 році єдиного національного вищого дивізіону (Бундесліга), «Гольштайн» не потрапив до неї та грав у Регіональній лізі «Північ». Німецький футбол був знову реорганізований у 1974 році з утворенням нового другого дивізіону Друга Бундесліга, і «Гольштайн» опустився через низькі результати в Оберлігу Північ. Після цього найвищим досягненням кільців був вихід до Другої Бундесліги 1978 року, звідки вони вилетіли вже 1981 року.

### Возз'єднання Німеччини, Друга Бундесліга
З возз'єднанням Німеччини у 1990 році команди з колишньої НДР увійшли до складу об'єднаного національного чемпіонату. Німецький футбол знову реорганізовано у 1994 році і «Гольштайн» отримав право грати в Регіональній лізі Північ. У 1996 році клуб вилетів вперше в Оберлігу Гамбург/Шлезвіг-Гольштейн і повернувся до Регіональної ліги Північ у 1998 році. До 2007 року клуб скотився до Оберліги Північ, але за два сезони пройшли до виходу в нещодавно створену Третю лігу у 2009 році. Але у 2010 році вилетів із неї до Регіональної ліги «Північ».
У сезоні 2017/18 «Гольштайн» вийшов у Другу Бундеслігу. У Кубку Німеччини 2020/21 «Гольштайн» сенсаційно вибив на стадії 1/16 фіналу чинного володаря кубка — мюнхенську «Баварію». Матч закінчився з рахунком 2:2, але «Гольштайн» виграв серію пенальті з рахунком 6:5. На стадії 1/8 фіналу «Лелеки» перемогли «Дармштадт 98» по серії пенальті 7:6 (у перші 120 хвилин матчу була нічия 1:1). У чвертьфіналі пройшли «Рот-Вайс» (Ессен), який перед цим сенсаційно вибив леверкузенський «Баєр 04» з рахунком 2:1 у додатковий час і вийшли до півфіналу, де програли «Боруссії» (Дортмунд) з рахунком 5:0.

### Вихід до Бундесліги
11 травня 2024 року «Гольштайн» у 33-му турі Другої Бундесліги сезону 2023/24 зіграв із «Фортуною» 1:1, що дозволило клубу вперше у своїй історії вийти до Бундесліги.

## Основний склад
Станом на 30 квітня 2025  року відповідно до офіційної заявки Бундесліги
| №  | Поз. | Нац.       | Гравець                             |
| -- | ---- | ---------- | ----------------------------------- |
| 1  | ВР   | Німеччина  | Тімон Вайнер                        |
| 21 | ВР   | Німеччина  | Йонас Крумрай                       |
| 31 | ВР   | Німеччина  | Марсель Енгльгарт                   |
| 40 | ВР   | Туреччина  | Тайлер Дован                        |
| 3  | ЗХ   | Німеччина  | Марко Коменда                       |
| 4  | ЗХ   | Німеччина  | Патрик Еррас                        |
| 5  | ЗХ   | Швеція     | Карл Юганссон                       |
| 13 | ЗХ   | Хорватія   | Іван Некич                          |
| 14 | ЗХ   | Німеччина  | Макс Гешвілль                       |
| 17 | ЗХ   | Німеччина  | Тімо Беккер                         |
| 23 | ЗХ   | Німеччина  | Лассе Розенбум                      |
| 26 | ЗХ   | Словенія   | Давід Зец                           |
| 33 | ЗХ   | Словаччина | Домінік Яворчек (в оренді з Жиліни) |
| 34 | ЗХ   | Німеччина  | Колін Кляйне-Бекель                 |
| 47 | ЗХ   | США        | Джон Толкін                         |

| №  | Поз. | Нац.                 | Гравець                 |
| -- | ---- | -------------------- | ----------------------- |
| 6  | ПЗ   | Сербія               | Марко Івезич            |
| 7  | ПЗ   | Німеччина            | Стівен Скшибський       |
| 10 | ПЗ   | Норвегія             | Йонас Теркельсен        |
| 15 | ПЗ   | Німеччина            | Марвін Шульц            |
| 22 | ПЗ   | Німеччина            | Ніколай Ремберг         |
| 24 | ПЗ   | Норвегія             | Магнус Кнудсен          |
| 28 | ПЗ   | Німеччина            | Аврель Вагбе            |
| 37 | ПЗ   | Боснія і Герцеговина | Армін Гігович           |
| 8  | НП   | Німеччина            | Фінн Порат              |
| 9  | НП   | Австрія              | Бенедикт Піхлер         |
| 11 | НП   | Швеція               | Александер Бернгардссон |
| 16 | НП   | Німеччина            | Анду Келаті             |
| 18 | НП   | Японія               | Матіно Сюто             |
| 19 | НП   | Німеччина            | Філ Гаррес              |
| 20 | НП   | Німеччина            | Янн-Фіте Арп            |

## Досягнення
- Чемпіонат Німеччини
  - Чемпіон: 1912
  - Фіналіст: 1910, 1930
- Чемпіонат другої Бундесліги
  - Чемпіон: 2024